# جورجو پستلی
جورجو پِستِلّی (به ایتالیایی: Giorgio Pestelli) (زادهٔ ۱۹۳۸) موسیقی‌شناس اهل ایتالیا است.
معروفیتِ پِستِلّی بیشتر به دلیل فهرستی است که از ۵۵۵ سونات کیبورد از دومنیکو اسکارلاتی تهیه کرده و در سال ۱۹۶۷ انتشار داده‌است. او در این فهرست، زمان‌پریشیِ آثار را اصلاح و یک نظام شماره‌گذاریِ نوین ارائه کرده که در فهرست آثارِ آهنگساز با حرفِ P متمایز می‌شود. نظام شماره‌گذاری او جایگزینِ دو نظام پیشتر، یعنی الساندرو لونگو (با اختصارِ L) و رالف کرک‌پاتریک (با اختصارِ K و Kk) شده‌است.
پِستِلّی برندهٔ جایزهٔ ویارِجّو (۲۰۰۱) شده‌است.